# Erich Linnhoff
Erich Linnhoff (* 23. April 1914 in Küstrin; † 22. Dezember 2006 in Berlin) war ein deutscher Leichtathlet.

## Leben
Linnhoff war in den 1930er Jahren ein erfolgreicher 400-Meter-Läufer. Bei den Europameisterschaften 1938 wurde er Dritter im 400-Meter-Einzelrennen (48,8 s) und Europameister mit der deutschen 4-mal-400-Meter-Staffel (3:13,6 min, zusammen mit Hermann Blazejezak, Manfred Bues und Rudolf Harbig; Erich Linnhoff als dritter Läufer).
1937 und 1938 wurde Erich Linnhoff Deutscher Meister im 400-Meter-Lauf. Am 18. Juni 1938 stellte er in Cottbus mit 47,3 s einen deutschen Rekord im 400-Meter-Lauf auf. 1938, 1940 und 1941 wurde er Deutscher Meister mit der 4-mal-400-Meter-Staffel.
Seit 1933 lebte Erich Linnhoff in Berlin, um in der Luftwaffe Flugzeugführer zu werden. Nach dem Zweiten Weltkrieg besaß er ein Geschäft für Zeichenbedarf und Büroartikel in der Berliner Knesebeckstraße.
Erich Linnhoff gehörte bis 1937 dem SC Charlottenburg, danach dem LSV Berlin an. In seiner aktiven Zeit war er 1,75 m groß und wog 63 kg.